# Nicolai Branzeu
Nicolai Branzeu (født 28. december 1907 i Pitesti - død 7. august 1983 i Arad, Rumænien) var en rumænsk komponist, dirigent, lærer og professor.
Branzeu studerede komposition og direktion på Musikkonservatoriet i Bukarest, og på Schola Cantorum i Paris.
Han har skrevet 4 symfonier, orkesterværker, kammermusik, operaer, korværker, sange, instrumental musik for mange instrumenter etc.
Branzeu var professor i musik på Musikkonservatoriet i Arad, og dirigent for Arad Symfoniorkester, og den Rumænske opera.

## Udvalgte værker
- Symfoni nr. 1 (1954-1955) - for orkester
- Symfoni nr. 2 "For freden" (1963) - for kvindekor og orkester
- Symfoni nr. 3 (1977) - for orkester
- Kammersymfoni (?) - for strygerorkester
- "2 symfoniske skitser" (1940) - for orkester
- Symfonisk suite (1950-1952) - for orkester